# 隨需列印
隨需列印（英語：Print on demand），又譯按需印刷，是一種印刷出版營運模式，係指依照使用者的要求，依指定的數量、時間和送貨地點，直接將所需資料的檔案進行印刷、装订。隨需列印概念始于1990年Xerox開發的DocuTech快速印刷机。
隨需列印的幾個重要内容包括數位化内容、有效的數位管理系统、資料安全性、版權保護、按需列印後加工、硬體需求、人員培訓。